# Bettina Jarasch

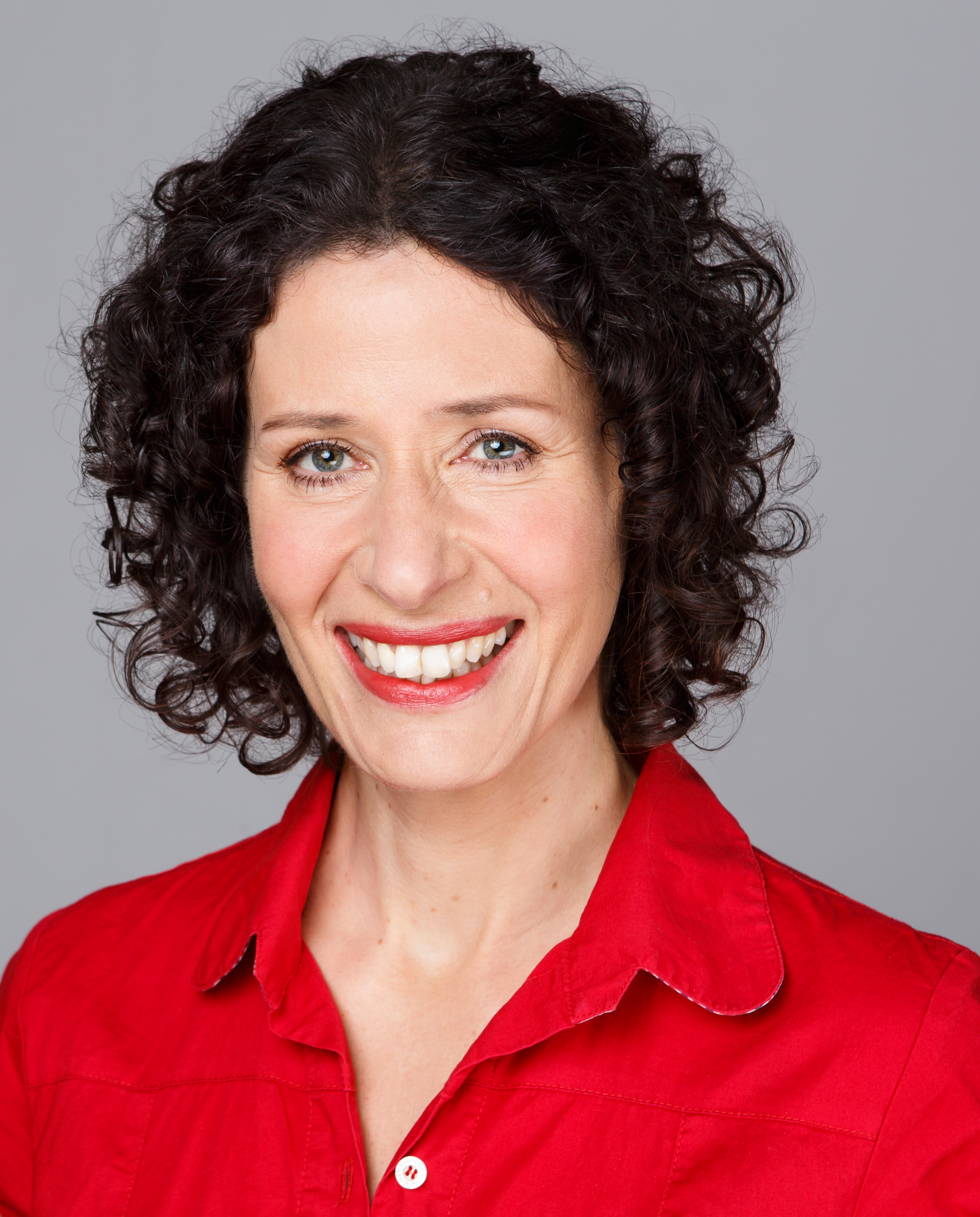
Bettina Jarasch (2014)

Bettina Jarasch (geborene Hartmann; * 22. November 1968 in Augsburg) ist eine deutsche Politikerin (Bündnis 90/Die Grünen). Sie war vom 21. Dezember 2021 bis zum 27. April 2023 Bürgermeisterin von Berlin sowie Senatorin für Umwelt, Mobilität, Verbraucher- und Klimaschutz im Senat Giffey. Von 2016 bis 2021 und erneut seit 2023 ist sie Mitglied des Abgeordnetenhauses von Berlin. Sie war die Kandidatin der Berliner Grünen für das Amt der Regierenden Bürgermeisterin bei der Berliner Abgeordnetenhauswahl 2021 und bei der Wiederholungswahl zum Abgeordnetenhaus von Berlin 2023. Seit März 2023 ist sie Fraktionsvorsitzende der Grünen im Berliner Abgeordnetenhaus.
Jarasch war von 2013 bis 2018 Mitglied im Bundesvorstand von Bündnis 90/Die Grünen und von 2011 bis 2016 Landesvorsitzende der Berliner Grünen.

## Familie, Ausbildung und Beruf
Sie ist Tochter des Augsburger Ehepaars Marianne und Helmut Hartmann, ihr Vater war Papiergroßhändler. Sie war zunächst als Journalistin, unter anderem als Redakteurin der Augsburger Allgemeinen tätig. Jarasch absolvierte ein Magisterstudium in Philosophie, Politik- und Literaturwissenschaft an der Freien Universität Berlin. Sie war als studentische Hilfskraft bei Ekkehart Krippendorff am Otto-Suhr-Institut beschäftigt. Nach dem Studium absolvierte sie ein Redaktionsvolontariat. Jarasch arbeitete als Redakteurin, Beraterin und Autorin. Jarasch ist römisch-katholisch, mit dem Journalisten Oliver Jarasch verheiratet, der Abteilungsleiter beim rbb ist, hat zwei Söhne und lebt in Berlin-Wilmersdorf.

## Politik
Von 2000 bis 2009 war Jarasch als Referentin im Büro der grünen Bundestagsfraktion beschäftigt, bis 2005 für Christa Nickels und zuletzt als Vorstandsreferentin von Renate Künast. Nachdem sie kündigte und 2009 der Partei beitrat, wurde sie Mitglied im Berliner Landesvorstand und Sprecherin der Landesarbeitsgemeinschaft Bildung.
Jarasch wurde am 6. März 2011 gemeinsam mit Daniel Wesener zur Vorsitzenden des Landesverbandes gewählt. Sie gilt als Vertreterin einer realpolitischen Strömung innerhalb der Grünen.
Seit 2013 war sie Beisitzerin im Bundesvorstand von Bündnis 90/Die Grünen. Ihre Schwerpunkte im Parteivorstand der Grünen waren die Familienpolitik und Religionspolitik. Sie leitete federführend die parteiinterne Kommission „Religionsgemeinschaften, Weltanschauungen und Staat“, die der Bundesvorstand im Dezember 2013 eingesetzt hatte.
Bei der Wahl zum Abgeordnetenhaus von Berlin 2016 kandidierte sie in einem vierköpfigen Spitzenteam hinter Ramona Pop, Antje Kapek und vor Daniel Wesener auf Listenplatz 3 der Landesliste ihrer Partei und wurde über diese in das Abgeordnetenhaus von Berlin gewählt. Im Januar 2017 kündigte sie ihre Bewerbung um die Berliner Spitzenkandidatur für die Bundestagswahl 2017 an, konnte sich bei der Kandidatenaufstellung für Listenplatz 1 im März jedoch nicht gegen Lisa Paus (ehemals Platz 3) durchsetzen.
Im Dezember 2020 nominierte ein Landesparteitag Bettina Jarasch ohne Gegenstimme als Spitzenkandidatin der Grünen bei der Abgeordnetenhauswahl 2021. Im April 2021 wählten die Berliner Grünen Jarasch mit 97,9 % der Delegiertenstimmen auf Platz 1 ihrer Landesliste zur Abgeordnetenhauswahl. Bei der Wahl am 26. September 2021 erzielten die Grünen mit 18,9 % der Stimmen das zweitbeste Ergebnis aller an der Wahl teilnehmenden Parteien.
Am 6. Dezember 2021 wurde Jarasch von den Landesvorsitzenden Nina Stahr und Werner Graf als künftige Verkehrssenatorin für Berlin vorgeschlagen.

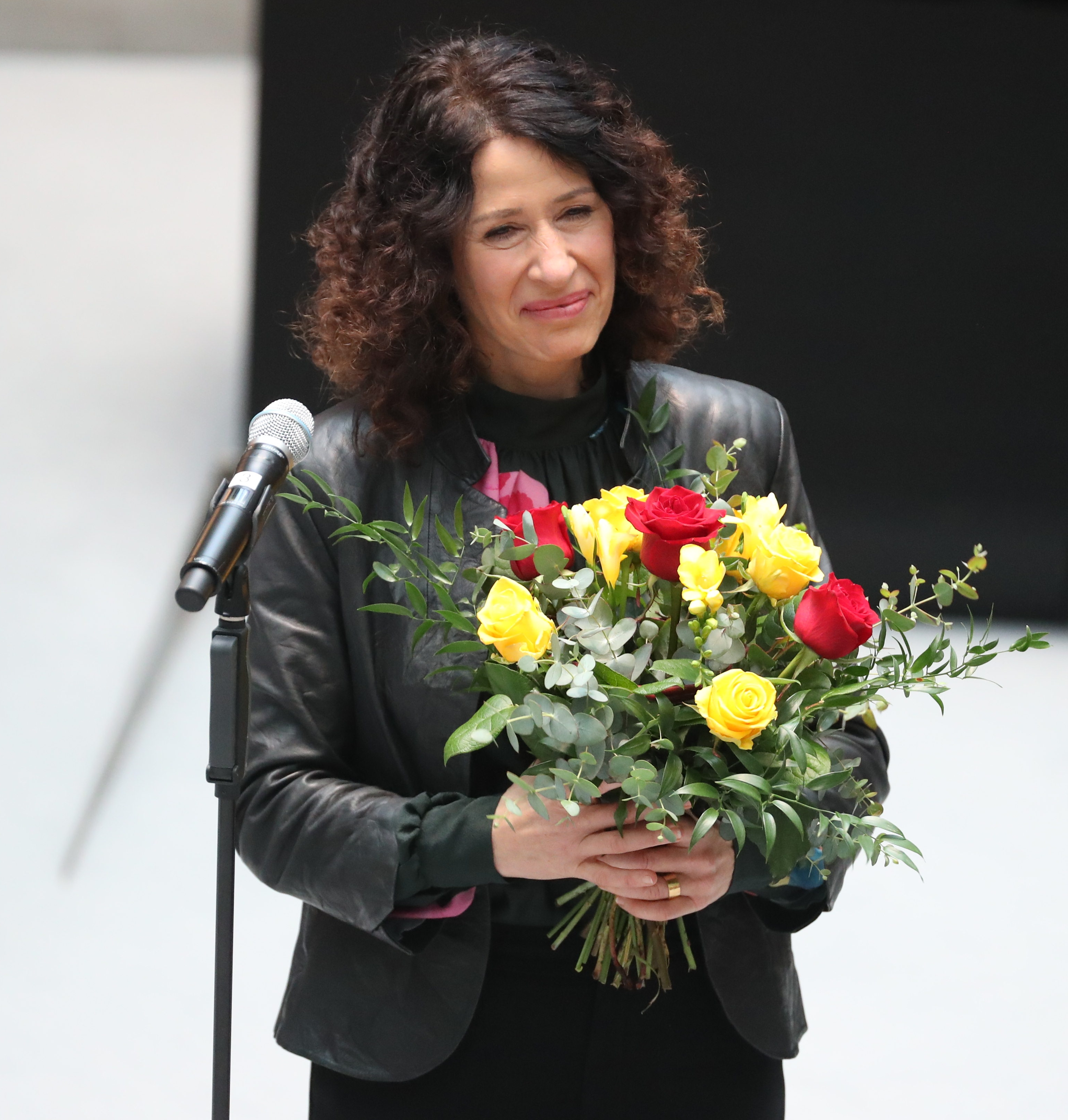
Bettina Jarasch bei der Vereidigung zur Bürgermeisterin und Senatorin für Umwelt, Mobilität, Verbraucher- und Klimaschutz (2021)

Am 21. Dezember 2021 wurde Jarasch durch die Regierende Bürgermeisterin von Berlin Franziska Giffey zur Bürgermeisterin und Senatorin für Umwelt, Mobilität, Verbraucher- und Klimaschutz ernannt. Im Zuge dessen legte sie ihr Abgeordnetenhausmandat nieder. Für sie rückte Stefan Taschner ins Abgeordnetenhaus nach.
Bei der Berliner Wiederholungswahl 2023 zog Jarasch über die Landesliste in das Abgeordnetenhaus ein, im Wahlkreis Spandau 2 erreichte sie mit einem Stimmenanteil von 10,2 % den vierten Platz. Im März 2023 wurde sie als Nachfolgerin von Silke Gebel zur Fraktionsvorsitzenden der Grünen-Fraktion im Abgeordnetenhaus gewählt. Sie übt dieses Amt gemeinsam mit Werner Graf aus.
Im Zuge der Bildung des Senats Wegner Ende April 2023 schied sie aus dem Bürgermeister- und Senatorenamt aus.

## Kirchliches Engagement
Jarasch ist langjährige Vorsitzende des Pfarrgemeinderats der römisch-katholischen St. Marien-Liebfrauen-Gemeinde in Berlin-Kreuzberg.
Das Zentralkomitee der deutschen Katholiken wählte sie im November 2016 erstmals als eine von 45 Einzelpersönlichkeiten zum Mitglied und bestätigte sie im April 2021. Sie wurde am 24. November 2017 zur Sprecherin des Sachbereichs „Politische und ethische Grundfragen“ im Zentralkomitee gewählt.
Laut eigener Einschätzung sieht sie ihre Position im Zentralkomitee als „Linksaußen“.
Mit acht weiteren Persönlichkeiten – Theologen und bekannten Katholiken – richtete sie einen Offenen Brief an Kardinal Reinhard Marx, der am 3. Februar 2019 in der Frankfurter Allgemeinen Sonntagszeitung veröffentlicht wurde. Die Unterzeichner forderten einen „Neustart mit der Sexualmoral“ mit einer „verständigen und gerechten Bewertung von Homosexualität“, „echte Gewaltenteilung“ in der Kirche und den Abbau der Überhöhungen des Weiheamtes und seine Öffnung für Frauen. Sie appellierten an die Deutsche Bischofskonferenz, Diözesanpriestern die Wahl ihrer Lebensform freizustellen, „damit der Zölibat wieder glaubwürdig auf das Himmelreich verweisen kann“.

## Kritik und Vorwurf der „Selbstzensur“
Im März 2021 wurde Jarasch für eine Äußerung auf dem Berliner Grünen-Parteitag kritisiert. In einem Gespräch mit Werner Graf sagte sie: „Ich wollte lange Zeit Indianerhäuptling werden […]. Leider gab es da keine weibliche Form.“ Die Verwendung des Wortes „Indianer“ wurde von einigen Delegierten als Rassismus kritisiert. Jarasch sprach später von „unreflektierten Kindheitserinnerungen“ und sagte: „Auch ich muss dazulernen.“ Der Ausschnitt des Gesprächs wurde später auf dem YouTube-Kanal der Grünen entfernt und ein Hinweis eingeblendet, an dieser Stelle sei ein Begriff verwendet worden, der „herabwürdigend gegenüber Angehörigen indigener Bevölkerungsgruppen“ sei. Claus Christian Malzahn kritisierte dies in der Welt als „Selbstzensur“, Ijoma Mangold bei Deutschlandfunk Kultur als „Bußritual“ und Helene Bubrowski in der FAZ als Symptom für einen Konflikt um Identitätspolitik bei den Grünen. Während des Wahlkampfs zur Abgeordnetenhauswahl forderte Jarasch „mehr Bullerbü“ für Berlin; verschiedene Gegenkandidaten widersprachen ihr.